# Карін-Пахлавіди
Карен-Пахлавіди (вірм. Պահլավունիներ), вони ж Аршакіди старшої гілки — парфянська можновладна династія, один з семи великих домів Парфії, що зберіг своє становище та владу і після воцаріння в Ірані династії Сасанидів. «Пахлав» означає «парфянин».

## Історія походження
Одна з легенд про походження династії стверджує, що предки цієї династії — володарі кочового племені парнів, що стали васалами Ахеменідів, а потім — Селевкідів.
За іншою легендою, Аршакіди ведуть походження від Великого Царя Ахеменіда Артаксеркса II Довгорукого (404–358 до н. е.).
Відповідно до третьої версії, Карен-Пахлавіди походять з парфянского роду Карена, разом з родом Аршака та шістьма іншими дахськими родами, вони відвоювали Іран у македонців Селевкідів та поклали початок Парфянської державності.
Після падіння влади Арашакідів та воцаріння Сасанідів в Ірані, Карен-Пахлавіди визнали свою поразку та владу Ардашира Бабакана, що допомогло їм зберегти привілейоване становище в сасанідській державі.

## Молодші гілки династії
- Одна з гілок роду Аршакідів утвердилася у Вірменії, з часом ставши найбільшим можновладних родом в цій країні та опорою влади Сасанідів у Вірменії.
- Князі Сумбатішвілі[2] належать до іншої лінії цієї династії — Хетумідів
- Вірменський рід Камсаракан.
- Грузинський рід Павленішвілі.

## Видатні представники династії
- Ісаак, екзарх Італійський (625–643) — також належав до цього дому.